# 럭비 월드컵

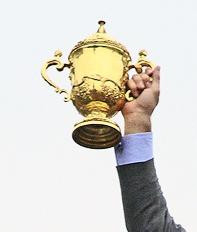
윌리엄 웹 엘리스컵

럭비 월드컵(Rugby World Cup)은 국제 럭비 평의회(International Rugby Board)의 주관 하에 4년마다 열리는 전 세계인의 럭비 대회이다. 우승 팀에게는 럭비 스쿨에서 처음 럭비를 고안한 것으로 알려진 사람을 기리기 위한 윌리엄 웹 엘리스 컵(William Webb Ellis Cup)이 주어진다.
현재까지 치러진 2015년 잉글랜드 제8회 럭비 월드컵까지의 결과 총 7번은 오스트레일리아 (월러비스), 뉴질랜드 (올블랙스), 남아프리카 공화국 (스프링복스) 등 남반구 국가들이 우승했고, 북반구 국가 중에서는 2003년 호주 월드컵에서의 잉글랜드 우승이 유일하다.

## 대회 방식

#### 예선
- 본선 진출팀은 총 20개국이다.
- 이전 대회 8강 진출팀은 자동적으로 본선에 진출한다. 나머지 12개 팀은 각 대륙별로 배정된 출전권을 획득하기 위한 대륙별 예선을 거친다. 현재 각 대륙별로 배정된 티켓은 유럽 3장, 아메리카 3장, 오세아니아 2장, 아시아와 아프리카 각 1장씩이다.
- 각 대륙별 예선에서 탈락한 팀중 차상위 팀들은 플레이오프에 진출하여 남은 두 장의 진출권을 얻기 위해 싸우게 된다. 유럽, 아메리카, 아프리카 중에서 한 팀, 아시아, 오세아니아 팀 중에 한 팀이 본선에 진출할 수 있다.

#### 본선
- 제1회 대회~3회 대회:16 개국이 출전하여 4 개 조로 나누고 풀리그로 진행하여 조별 1, 2위 팀이 8강전에 진출한다.
- 제4회 대회:출전국의 수가 20 개로 확대되어 네 팀씩 다섯 조로 나누어 풀리그를 진행하고, 각 조 1위 팀은 8강전에 직행, 각 조 2위 다섯 팀과 각 조 3위 팀중 가장 성적이 좋은 한 팀이 다시 플레이오프를 벌여 여섯 팀 중 8강에 진출할 세 팀을 가리는 방식이다.
- 제5회 대회~현재:한 개 조를 다섯 팀이 구성하여 A ~ D 네 개 조가 풀리그로 조별 예선을 진행하고, 각 조 1, 2위 팀이 8강전에 진출한다.

#### 승점제도
럭비 월드컵에서는 다음과 같은 포인트 제도를 도입하고 있다.
- 승리팀은 4점 획득
- 무승부시엔 두 팀이 각각 2점 획득
- 네 개 이상의 트라이를 성공한 팀에게 1점 가산
- 7점 이하 점수차로 패한 팀에겐 1점 가산

## 럭비 월드컵과 방송

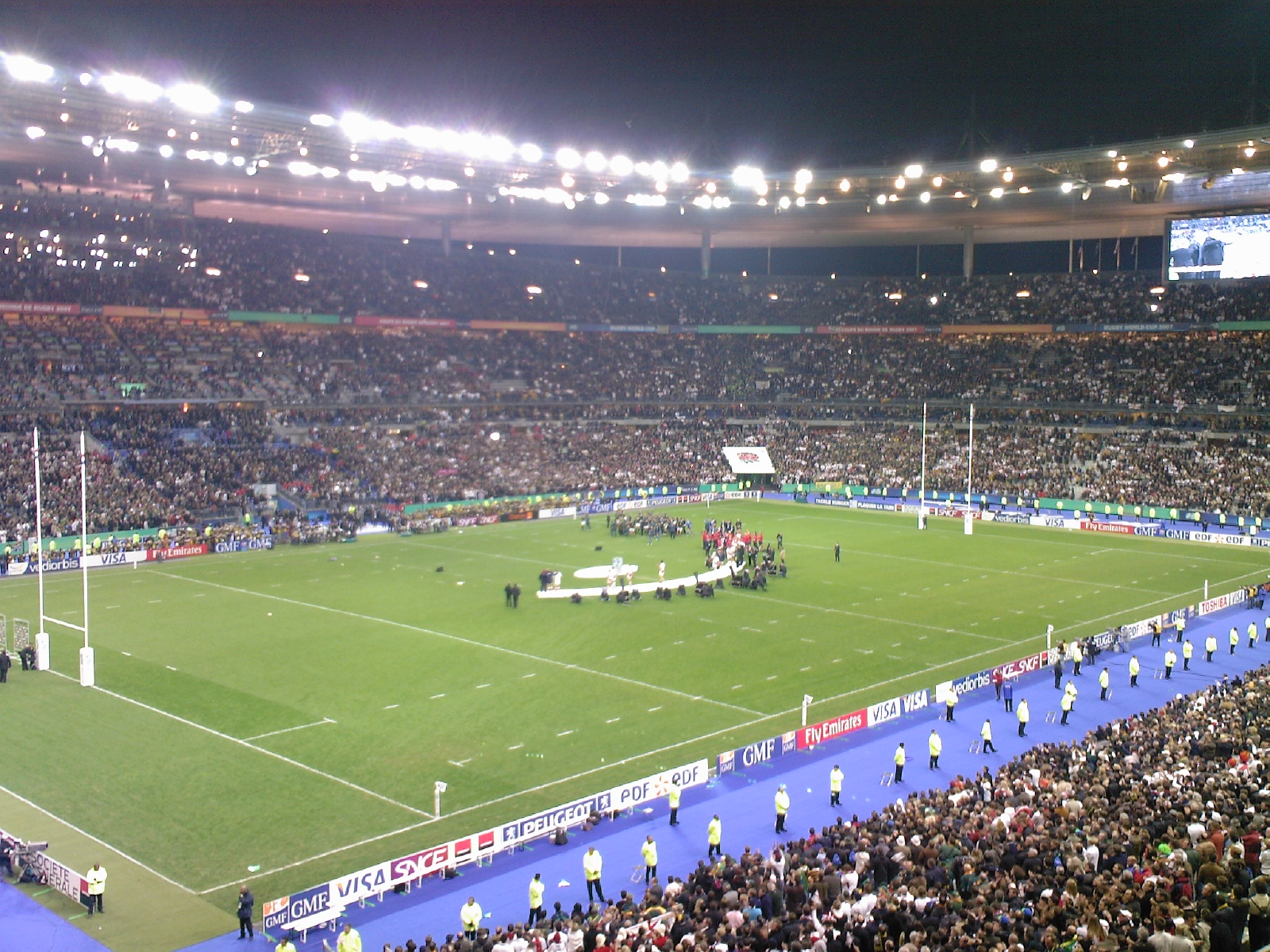
2007년 럭비 월드컵 결승전. (남아공:잉글랜드)

럭비 월드컵은 FIFA 월드컵과 하계 올림픽에 이은 세계에서 가장 큰 스포츠 이벤트 중 하나로써 매 대회마다 수십억 명의 시청자를 TV 앞에 불러모으고 있다.

#### 역대 대회별 시청자수 (대회별 누적 집계)
- 1987년 대회 : 3억 명
- 1991년 대회 : 17.5억 명
- 1995년 대회 : 26.7억 명
- 1999년 대회 : 30억 명
- 2003년 대회 : 35억 명[1]

2003년 대회 결승전은 무려 205개국에서 방송되었다고 한다.

## 역대 월드컵 결과
| 연도 | 개최국                  |                   | 결승전         | 결승전         | 결승전            |       | 3위 결정전     | 3위 결정전 | 3위 결정전 |
| 연도 | 개최국                  | 우승              | 점수           | 준우승         | 3위               | 점수  | 4위            |            |            |
| 1987 | 오스트레일리아 뉴질랜드 | 뉴질랜드          | 29-9           | 프랑스         | 웨일스            | 22-21 | 오스트레일리아 |            |            |
| 1991 | 영국 아일랜드 프랑스    | 오스트레일리아    | 12-6           | 잉글랜드       | 뉴질랜드          | 13-6  | 스코틀랜드     |            |            |
| 1995 | 남아프리카 공화국       | 남아프리카 공화국 | 15-12 (연장전) | 뉴질랜드       | 프랑스            | 19-9  | 잉글랜드       |            |            |
| 1999 | 웨일스                  | 오스트레일리아    | 35-12          | 프랑스         | 남아프리카 공화국 | 22-18 | 뉴질랜드       |            |            |
| 2003 | 오스트레일리아          | 잉글랜드          | 20-17 (연장전) | 오스트레일리아 | 뉴질랜드          | 40-13 | 프랑스         |            |            |
| 2007 | 프랑스                  | 남아프리카 공화국 | 15-6           | 잉글랜드       | 아르헨티나        | 34-10 | 프랑스         |            |            |
| 2011 | 뉴질랜드                | 뉴질랜드          | 8-7            | 프랑스         | 오스트레일리아    | 21-18 | 웨일스         |            |            |
| 2015 | 잉글랜드                | 뉴질랜드          | 34-17          | 오스트레일리아 | 남아프리카 공화국 | 24-13 | 아르헨티나     |            |            |
| 2019 | 일본                    | 남아프리카 공화국 | 32–12          | 잉글랜드       | 뉴질랜드          | 40–17 | 웨일스         |            |            |
| 2023 | 프랑스                  | 남아프리카 공화국 | 12-11          | 뉴질랜드       | 아르헨티나        | 23-26 | 잉글랜드       |            |            |

## 같이 보기
- 7인제 럭비 월드컵
- 여자 럭비 월드컵
- 럭비 리그 월드컵
- 김철원 - 2007년 럭비월드컵 본선 출전(일본대표팀)
- 구지원 - 2019년 럭비월드컵 본선 출전(일본대표팀)